# الأسواق الشعبية في جازان
يوجد في منطقة جازان جنوب غربي السعودية عدد من الأسواق الشعبية التي تتوزع في محافظاتها المختلفة، ويخصص لكل سوق منها يوم من أيام الأسبوع، لكي يرتادها المواطنون والمقيمون من مختلف المحافظات في ذلك اليوم المخصص لكل محافظة حتى يتسنى للجميع عرض منتجاتهم التي قد تتوفر في محافظة دون الأخرى وقد تكون بأسعار منافسة.

## سوق السبت
يقام سوق السبت في محافظة بيش، حيث تكتسب المحافظة شهرة واسعة من موقعها الاستراتيجي الذي تتصف به لكونها تقع على الطريق الدولي الذي يربط بلادنا الغالية بدولة اليمن الشقيقة هذا بالإضافة إلى سوق السبت الشعبي وهو يوم التسوق للأهالي في المحافظة والقرى المجاورة ومن أهم معروضاته أدوات الزراعة التقليدية والأواني الفخارية والأدوات المصنوعة من الخوص وبيع المنتجات الزراعية كالحبوب بأنواعها كما يوجد في هذا السوق قسم مخصص لبيع الماشية والأبقار والإبل.

## سوق الأحد
سوق الأحد (الميزاب) يقام في محافظة أحد المسارحة، وهذا السوق الأسبوعي يحمل قيمة تاريخية وتراثية خاصة، فهو يعتبر من أقدم وأشهر الأسواق الشعبية في منطقة جازان حيث تشير بعض المصادر انه أنشئ في عام 1103 هـ أي قبل أكثر من 300 عام ويقام كل يوم أحد من كل أسبوع ويرتاد هذا السوق العتيد عدد كبير من المتسوقين من كل محافظات جازان، إضافة إلى الأجزاء الشمالية من اليمن الشقيق لتسويق منتجاتهم الزراعية والحيوانية والصناعية والحرفية.  وايضا يقام في محافظة هروب في المنطقه الجبليه 

## سوق الاثنين
يقام سوق الاثنين في محافظة ضمد
ومعروفه ضمد بمحافظة العلم لوجود الكثير من ابنائها من أهل العلم
وحيث يستقبل سوق ضمد الشعبي في يوم الاثنين من كل اسبوع عدد كبير من المتسوقين من محافظه ضمد وقراها المجاورها وميزت سوق ضمد تختلف عن باقي الاسواق حيث انه يبدا بتجمع البائعين من بعد مغرب يوم الأحد مباشره حيث يتم عرض الخضروات والمواد الغذائيه بجميع انواعها وايضاً المشبك والحلوى الشعبية الخاصة بمنطقة جازان وموقعها غرب المحافظة
وايضاً يقام في محافظة صامطة، حيث يستقبل سوق صامطة الشعبي في يوم الاثنين من كل أسبوع عدد من المتسوقين والسياح بعبق وعبير الفل والرياحين، وهو أحد أسواق المنطقة الشعبية. ويقع سوق صامطة في المنطقة الوسطى لمحافظة صامطة. وأهمية سوق صامطة تكمن في موقعه الواقع على الطريق الدولي الذي يربط بين السعودية ودولة اليمن، الأمر الذي أكسبه تبادلا تجاريا للمحافظة.

## سوق الثلاثاء
يقام السوق في محافظة صبيا حيث يعد أكبر سوق شعبي في منطقة جازان، فهو يقع في محافظة يزيد عدد سكانها على 228 ألف نسمة، هذا السوق الذي كان قبل عقود قليلة بعيداً عن زحمة السكان، أصبح في وسطها وعلى طرق رئيسة تربطها بباقي محافظات وقرى المنطقة.
يتميز السوق بانطلاقته في ساعات الصباح الباكر، كباقي أسواق المحافظات، حيث ينتشر جميع الباعة وأصحاب البسطات على الوعد حاضرين وجاهزين بكامل أنواع بضاعتهم، ويحضر زبائنهم شبه الدائمين مبكراً لأنهم قد ورثوا هذه الصفة كباعة ومستهليكن من الأجداد، وتخف حركة السوق مع حلول اذان الظهر بشكل كبير، وبعد الصلاة بساعتين إلى 3 ساعات يكون السوق قد انتهى، وجميع ما بقي من بضاعة يحمل على السيارات للمغادرة، حيث يكون الكثير منها على موعد جديد وسوق آخر في محافظة أخرى.

## سوق الأربعاء
يقام سوق الأربعاء في محافظة أبي عريش، فإن سوق أبو عريش الشعبي يعتبر من أهم أسواق المحافظة، ويسمى أيضا بسوق الربوع وسوق الصميل، وهو سوق قديم جداً حيث يتجمع فيه عدد من سكان قرى مدينة أبو عريش كل يوم أربعاء لعرض وشراء البضائع؛ حيث تعرض فيه الأدوات المنزلية التراثية من أواني فخارية وأدوات مصنوعة من سعف النخل ومنسوجات للبس وأدوات الفلاحة والحيوانات. ويعتبر السوق تجمع قديم لأهالي أبو عريش وما جاورها وهو موجود إلى الوقت الحاضر ويبرز كل يوم أربعاء.

## سوق الخميس
يقام سوق الخميس في محافظة العارضة  ، يقع سوق العارضة أو ما يسمى بسوق الخميس بالقرب من الحدود السعودية اليمنية، وهو من أشهر الأسواق الشعبية في منطقة جازان، فهو سوق يتميز بمعروضاته المختلفة سواء كانت من أشياء نادرة من طيور وحيوانات بأشكالها وأنواعها المختلفة التي يمتلئ بها السوق منذ بدايته في الصباح الباكر إلى نهايته في وقت الظهيرة. ويشهد السوق ازدحاما كبيرا وهو من الأسواق الشعبية السياحية البارزة في المنطقة حيث يقوم بزيارته معظم زوار المنطقة من داخل المملكة أو دول الخليج خاصة أصحاب تربية الصقور والحيوانات المفترسة.